# Oliver Mauroner
Oliver Mauroner (* 1976 in Bozen) ist ein italienischer Wirtschaftswissenschaftler und Hochschullehrer. Er ist seit 2023 Professor für Betriebswirtschaftslehre, insbesondere Technologieorientiertes Innovations- und Gründungsmanagement an das Hochschule Hof. Zuvor war er von 2016 bis 2023 als Professor an der Hochschule Mainz tätig.

## Werdegang
Mauroner absolvierte von 1995 bis 2002 ein Studium der Wirtschaftsinformatik an der Technischen Universität Ilmenau, das er als Diplom-Wirtschaftsinformatiker abschloss. Von 2002 bis 2013 arbeitete Mauroner als wissenschaftlicher Mitarbeiter am Fraunhofer-Institut für Angewandte Optik und Feinmechanik IOF in Jena unter der Leitung von Andreas Tünnermann. Von 2007 an leitete er die Geschäftsstelle des Applikationszentrums Mikrooptische Systeme amos und von 2012 an war er Abteilungsleiter für die Bereiche Strategie/Marketing/Koordination am Fraunhofer-Institut. Parallel zu seiner Tätigkeit am Fraunhofer-Institut war Mauroner von 2002 bis 2009 externer Doktorand am Lehrstuhl von Roland Helm an der Friedrich-Schiller-Universität Jena. Die Promotion erfolgte 2009 mit einer Dissertation im Themenfeld der Ausgründungen aus der wissenschaftlichen Forschung, sog. Spin-offs. Von 2009 bis 2011 studierte Mauroner Wissenschaftsmarketing an der Technischen Universität Berlin und schloss dieses Studium als Master of Science for Communication and Marketing ab. 2013 erhielt Mauroner einen Ruf als Juniorprofessor für Innovations- und Kreativmanagement an die Bauhaus-Universität Weimar. Dort war er im Bereich Entrepreneurship und Beratung an der Gründerwerkstatt neudeli tätig. 2016 nahm er einen Ruf auf die Professur für Betriebswirtschaftslehre, insbesondere Zukunftsorientiertes Management im Mittelstand, an der Hochschule Mainz an. Mauroner gehört verschiedenen Beiräten und Gremien an, wie etwa dem Hochschulrat der Hochschule Mainz, dem Gutachterboard der Interdisziplinären Jahreskonferenz zu Entrepreneurship, Innovation und Mittelstand (G-Forum), dem Scientific Bord der Interdisciplinary European Conference on Entrepreneurship Research (IECER) sowie dem Fachbeirat des Wettbewerbs Best of Consulting Mittelstand der Wirtschaftswoche. Im Februar 2023 wechselte er an die Hochschule für Angewandte Wissenschaften in Hof. 

## Leben
Mauroner stammt aus Kastelruth in Südtirol. Er hat drei Kinder und ist mit der Journalistin Cornelia Mauroner verheiratet, die für den Mitteldeutschen Rundfunk arbeitet.

## Forschungsschwerpunkte
Mauroner beschäftigt sich mit Kreativität und Kreativitätsmanagement, z. B. mit der Weiterentwicklung von Kreativitätstechniken wie Brainstorming, Makerspaces oder Hackathons. Mauroner forscht zudem an modernen Innovations- und Managementkonzepten wie z. B. Design Thinking, Storytelling, Co-Creation oder Open Innovation.

## Schriften

### Artikel
- O. Mauroner: Makers, hackers, DIY-innovation, and the strive for entrepreneurial opportunities. In: International Journal of Entrepreneurship and Small Business (IJESB). Vol. 31, No. 1, 2016, S. 32–46. doi:10.1504/IJESB.2017.10004600
- O. Mauroner: Social media for the purpose of knowledge creation and creativity management – A study of knowledge workers in Germany. In: International Journal of Learning and Intellectual Capital (IJLIC). Vol. 13, No. 2–3, 2016, S. 167–183. doi:10.1504/IJLIC.2016.075694
- O. Mauroner, J. Zorn: Cluster branding - a case study on regional cluster initiatives, cluster management, and cluster brands. In: International Journal of Innovation and Regional Development (IJIRD). Vol. 7, No. 4, 2017, S. 290–312. doi:10.1504/IJIRD.2017.086234
- R. Helm, O. Mauroner, K. Pöhlmann: Towards a better understanding of performance meas-urements: the case of research-based spin-offs. In: Review of Managerial Science. Band 12, Nr. 1, Januar 2018, S. 135–166. doi:10.1007/s11846-016-0217-9

### Monografien
- O. Mauroner: Kreativitäts- und Innovationsmanagement: Von der kreativen Idee zur Innovation. Kohlhammer Verlag, Stuttgart, 2021.
- R. Helm, O. Mauroner, M. Steiner: Marketing, Vertrieb und Distribution. UVK Lucius Verlag, 2015.
- O. Mauroner: Vermarktung von Innovationen durch Spin-offs – Empirische Analyse von Unter-nehmensgründungen aus der öffentlichen Forschung. Dissertation 2009. Eul-Verlag, Lohmar, 2009.

### Beiträge in Sammelbänden
- Zakoth, D.; Mauroner, O.; Emes, J.; Diederich, B. (2022): Digitale Technologien als Wegbereiter für Startups: Eine Fallstudie zum 3D-Druck in der Photonik. In: S. Gerth; L. Heim (Hrsg.): Entrepreneurship der Zukunft: Technologie und Digitale Geschäftsmodelle, Springer, Wiesbaden, S. 223–245.
- H. Breitenborn, O. Mauroner: Miniaturisierte Endoskopkamera. In: H.-J. Bullinger (Hrsg.): Fokus Technologiemarkt. Technologiepotenziale identifizieren – Marktchancen realisieren. München 2012, S. 327–347.
- A. Braun, W. Karthe, O. Mauroner, A. Slama: Optische Technologien – Die Beherrschung von Licht in all seinen Eigenschaften. In: H.-J. Bullinger: Fokus Innovation – Kräfte bündeln, Prozesse beschleunigen. 2005.